# Élections départementales de 2021 en Lozère
Les élections départementales ont lieu les 20 et 27 juin 2021.

## Contexte départemental

### Assemblée départementale sortante
Avant les élections, le conseil départemental de la Lozère est présidé par Sophie Pantel (PS). 
Il comprend 26 conseillers départementaux issus des 13 cantons de la Lozère.
| Présidente du conseil départemental  |       |       |      |                         |
| Sophie Pantel (PS)                   |       |       |      |                         |
| Parti                                | Sigle | Sigle | Élus | Groupes                 |
| Majorité (16 sièges)                 |       |       |      |                         |
| Divers gauche                        |       | DVG   | 6    | Avenir Lozère           |
| Parti socialiste                     |       | PS    | 2    | Avenir Lozère           |
| Parti communiste français            |       | PCF   | 1    | Avenir Lozère           |
| Europe Écologie Les Verts            |       | EÉLV  | 1    | Avenir Lozère           |
| Mouvement radical                    |       | MR    | 1    | Avenir Lozère           |
| Parti socialiste                     |       | PS    | 3    | Ambition Lozère         |
| Divers gauche                        |       | DVG   | 1    | Ambition Lozère         |
| Mouvement démocrate                  |       | MoDem | 1    | Ambition Lozère         |
| Opposition (10 sièges)               |       |       |      |                         |
| Divers droite                        |       | DVD   | 6    | Ensemble pour la Lozère |
| Les Républicains                     |       | LR    | 3    | Ensemble pour la Lozère |
| Union des démocrates et indépendants |       | UDI   | 1    | Ensemble pour la Lozère |

## Système électoral
Les élections ont lieu au scrutin majoritaire binominal à deux tours. Le système est paritaire : les candidatures sont présentées sous la forme d'un binôme composé d'une femme et d'un homme avec leurs suppléants (une femme et un homme également).
Pour être élu au premier tour, un binôme doit obtenir la majorité absolue des suffrages exprimés et un nombre de suffrages au moins égal à 25 % des électeurs inscrits. Si aucun binôme n'est élu au premier tour, seuls peuvent se présenter au second tour les binômes qui ont obtenu un nombre de suffrages au moins égal à 12,5 % des électeurs inscrits, sans possibilité pour les binômes de fusionner. Est élu au second tour le binôme qui obtient le plus grand nombre de voix.

## Résultats à l'échelle du département
À l'échelle du département les élections départementales élisent des conseillers PS, PCF, EELV, DVG, DVD, UDI ou LR alors qu'à l'échelle du département les élections régionales élisent des listes PS-PCF, LR-UDI et RN.

### Résultats départementaux
| Binômes                  | Binômes                             | Binômes                  | Premier tour | Premier tour | Premier tour | Second tour | Second tour   | Second tour | Total | +/-           |
| Binômes                  | Binômes                             | Binômes                  | Voix         | %            | Sièges       | Voix        | %             | Sièges      | Total | +/-           |
| ------------------------ | ----------------------------------- | ------------------------ | ------------ | ------------ | ------------ | ----------- | ------------- | ----------- | ----- | ------------- |
|                          | Divers gauche                       | DVG                      | 12 638       | 47,86        | 12           | 3 717       | 68,49         | 4           | 16    | 10            |
|                          | Divers droite                       | DVD                      | 7 141        | 27,04        | 6            | 889         | 16,38         | 0           | 6     | 2             |
|                          | Parti socialiste                    | SOC                      | 1 750        | 6,63         | 2            | 821         | 15,13         | 2           | 4     | 4             |
|                          | Divers                              | DIV                      | 1 556        | 5,89         | 0            |             |               |             | 0     | en stagnation |
|                          | Extrême gauche                      | EXG                      | 1 060        | 4,01         | 0            | 0           | en stagnation |             |       |               |
|                          | Divers centre                       | DVC                      | 683          | 2,59         | 0            | 0           | en stagnation |             |       |               |
|                          | Union à gauche avec des écologistes | UGE                      | 606          | 2,29         | 0            | 0           | 1             |             |       |               |
|                          | Parti communiste français           | COM                      | 509          | 1,93         | 0            | 0           | 1             |             |       |               |
|                          | Rassemblement national              | RN                       | 464          | 1,76         | 0            | 0           | en stagnation |             |       |               |
|                          |                                     |                          |              |              |              |             |               |             |       |               |
| Suffrages exprimés       | Suffrages exprimés                  | Suffrages exprimés       | 26 407       | 90,94        |              | 5 427       | 94,22         |             |       |               |
| Votes blancs             | Votes blancs                        | Votes blancs             | 1 411        | 4,96         | 174          | 3,02        |               |             |       |               |
| Votes nuls               | Votes nuls                          | Votes nuls               | 1 221        | 4,20         | 159          | 2.76        |               |             |       |               |
| Total                    | Total                               | Total                    | 29 039       | 100          | 20           | 5 760       | 100           | 6           | 26    | en stagnation |
| Abstentions              | Abstentions                         | Abstentions              | 30 337       | 51,09        |              | 5 649       | 49,51         |             |       |               |
| Inscrits / participation | Inscrits / participation            | Inscrits / participation | 59 376       | 48,91        | 11 409       | 50,49       |               |             |       |               |

### Résultats par canton
| Canton                     | Conseiller Sortant       | Parti | Parti | Conseiller Élu           | Parti | Parti |
| -------------------------- | ------------------------ | ----- | ----- | ------------------------ | ----- | ----- |
| Bourgs sur Colagne         | Rémi André               |       | DVG   | Rémi André               |       | DVG   |
| Bourgs sur Colagne         | Sophie Malige            |       | DVG   | Dominique Delmas         |       | DVG   |
| La Canourgue               | Valérie Fabre            |       | LR    | Valérie Fabre            |       | LR    |
| La Canourgue               | Jean-Paul Pourquier      |       | LR    | Jean-Paul Pourquier      |       | LR    |
| Le Collet-de-Dèze          | Robert Aigoin            |       | PCF   | Robert Aigoin            |       | PCF   |
| Le Collet-de-Dèze          | Michèle Manoa            |       | EÉLV  | Michèle Manoa            |       | EÉLV  |
| Florac Trois Rivières      | Denis Bertrand           |       | PS    | Denis Bertrand           |       | PS    |
| Florac Trois Rivières      | Guylène Pantel           |       | PS    | Guylène Pantel           |       | PS    |
| Grandrieu                  | Bruno Durand             |       | DVD   | Francis Gibert           |       | DVD   |
| Grandrieu                  | Valérie Vignal           |       | DVD   | Valérie Vignal           |       | DVD   |
| Langogne                   | Laurence Beaud           |       | DVG   | Jean-Louis Brun          |       | PS    |
| Langogne                   | Bernard Palpacuer        |       | DVG   | Johanne Triouler         |       | DVG   |
| Marvejols                  | Patricia Brémond         |       | DVG   | Patricia Brémond         |       | DVG   |
| Marvejols                  | Bernard Durand           |       | DVG   | Gilbert Fontugne         |       | DVG   |
| Mende-1                    | Régine Bourgade          |       | MoDem | Régine Bourgade          |       | MoDem |
| Mende-1                    | Laurent Suau             |       | PS    | Laurent Suau             |       | PS    |
| Mende-2                    | Françoise Amarger-Brajon |       | PS    | Françoise Amarger-Brajon |       | PS    |
| Mende-2                    | Jean-Claude Moulin       |       | PS    | François Robin           |       | PS    |
| Peyre en Aubrac            | Alain Astruc             |       | DVD   | Alain Astruc             |       | DVD   |
| Peyre en Aubrac            | Ève Brézet               |       | DVD   | Ève Brézet               |       | DVD   |
| Saint-Alban-sur-Limagnole  | Sabine Dalle             |       | DVD   | Séverine Cornut          |       | DVD   |
| Saint-Alban-sur-Limagnole  | Patrice Saint-Léger      |       | DVD   | Patrice Saint-Léger      |       | DVD   |
| Saint-Chély-d'Apcher       | Christine Hugon          |       | LR    | Christine Hugon          |       | LR    |
| Saint-Chély-d'Apcher       | Michel Thérond           |       | UDI   | Michel Thérond           |       | UDI   |
| Saint-Étienne-du-Valdonnez | Francis Courtès          |       | MR    | Alain Lafont             |       | DVG   |
| Saint-Étienne-du-Valdonnez | Sophie Pantel            |       | PS    | Sophie Pantel            |       | PS    |

## Résultats par canton
Les binômes sont présentés par ordre décroissant des résultats au premier tour. En cas de victoire au second tour du binôme arrivé en deuxième place au premier, ses résultats sont indiqués en gras. 

### Canton de Bourgs sur Colagne
| Candidats                | Candidats                | Partis                   | Nuance                   | Premier tour | Premier tour |
| Candidats                | Candidats                | Partis                   | Nuance                   | Voix         | %            |
| ------------------------ | ------------------------ | ------------------------ | ------------------------ | ------------ | ------------ |
|                          | Rémi André               | DVG                      | DVG                      | 1 320        | 61,31        |
|                          | Dominique Delmas         | DVG                      | DVG                      | 1 320        | 61,31        |
|                          | Dominique Bizy           | DVD                      | DVD                      | 833          | 38,69        |
|                          | Michèle Castan           | DVD                      | DVD                      | 833          | 38,69        |
|                          |                          |                          |                          |              |              |
| Suffrages exprimés       | Suffrages exprimés       | Suffrages exprimés       | Suffrages exprimés       | 2 153        | 91,62        |
| Votes blancs             | Votes blancs             | Votes blancs             | Votes blancs             | 122          | 5,19         |
| Votes nuls               | Votes nuls               | Votes nuls               | Votes nuls               | 75           | 3,19         |
| Total                    | Total                    | Total                    | Total                    | 2 350        | 100          |
| Abstention               | Abstention               | Abstention               | Abstention               | 2 534        | 51,88        |
| Inscrits / participation | Inscrits / participation | Inscrits / participation | Inscrits / participation | 4 884        | 48,12        |

### Canton de La Canourgue
| Candidats                | Candidats                | Partis                   | Nuance                   | Premier tour | Premier tour |
| Candidats                | Candidats                | Partis                   | Nuance                   | Voix         | %            |
| ------------------------ | ------------------------ | ------------------------ | ------------------------ | ------------ | ------------ |
|                          | Valérie Fabre            | LR                       | DVD                      | 1 432        | 70,26        |
|                          | Jean-Paul Pourquier      | LR                       | DVD                      | 1 432        | 70,26        |
|                          | Grégoire de Saint-Jorre  | EÉLV                     | UGE                      | 606          | 29,74        |
|                          | Ghislaine Vaissade       | PCF                      | UGE                      | 606          | 29,74        |
|                          |                          |                          |                          |              |              |
| Suffrages exprimés       | Suffrages exprimés       | Suffrages exprimés       | Suffrages exprimés       | 2 038        | 90,14        |
| Votes blancs             | Votes blancs             | Votes blancs             | Votes blancs             | 108          | 4,78         |
| Votes nuls               | Votes nuls               | Votes nuls               | Votes nuls               | 115          | 5,09         |
| Total                    | Total                    | Total                    | Total                    | 2 261        | 100          |
| Abstention               | Abstention               | Abstention               | Abstention               | 2 378        | 51,26        |
| Inscrits / participation | Inscrits / participation | Inscrits / participation | Inscrits / participation | 4 639        | 48,74        |

### Canton du Collet-de-Dèze
| Candidats                | Candidats                | Partis                   | Nuance                   | Premier tour | Premier tour |
| Candidats                | Candidats                | Partis                   | Nuance                   | Voix         | %            |
| ------------------------ | ------------------------ | ------------------------ | ------------------------ | ------------ | ------------ |
|                          | Robert Aigoin            | PCF                      | DVG                      | 1 656        | 100          |
|                          | Michèle Manoa            | EÉLV                     | DVG                      | 1 656        | 100          |
|                          |                          |                          |                          |              |              |
| Suffrages exprimés       | Suffrages exprimés       | Suffrages exprimés       | Suffrages exprimés       | 1 656        | 79,50        |
| Votes blancs             | Votes blancs             | Votes blancs             | Votes blancs             | 304          | 14,59        |
| Votes nuls               | Votes nuls               | Votes nuls               | Votes nuls               | 123          | 5,90         |
| Total                    | Total                    | Total                    | Total                    | 2 083        | 100          |
| Abstention               | Abstention               | Abstention               | Abstention               | 2 598        | 55,50        |
| Inscrits / participation | Inscrits / participation | Inscrits / participation | Inscrits / participation | 4 681        | 44,50        |

### Canton de Florac Trois Rivières
| Candidats                | Candidats                | Partis                   | Nuance                   | Premier tour | Premier tour |
| Candidats                | Candidats                | Partis                   | Nuance                   | Voix         | %            |
| ------------------------ | ------------------------ | ------------------------ | ------------------------ | ------------ | ------------ |
|                          | Denis Bertrand           | PS                       | SOC                      | 1 148        | 60,42        |
|                          | Guylène Pantel           | PS                       | SOC                      | 1 148        | 60,42        |
|                          | Christian Albaric        | EXG                      | EXG                      | 752          | 39,58        |
|                          | Flore Thérond            | PCF                      | EXG                      | 752          | 39,58        |
|                          |                          |                          |                          |              |              |
| Suffrages exprimés       | Suffrages exprimés       | Suffrages exprimés       | Suffrages exprimés       | 1 900        | 90,61        |
| Votes blancs             | Votes blancs             | Votes blancs             | Votes blancs             | 85           | 4,05         |
| Votes nuls               | Votes nuls               | Votes nuls               | Votes nuls               | 112          | 5,34         |
| Total                    | Total                    | Total                    | Total                    | 2 097        | 100          |
| Abstention               | Abstention               | Abstention               | Abstention               | 2 052        | 49,46        |
| Inscrits / participation | Inscrits / participation | Inscrits / participation | Inscrits / participation | 4 149        | 50,54        |

### Canton de Grandrieu
| Candidats                | Candidats                | Partis                   | Nuance                   | Premier tour | Premier tour | Second tour | Second tour |
| Candidats                | Candidats                | Partis                   | Nuance                   | Voix         | %            | Voix        | %           |
| ------------------------ | ------------------------ | ------------------------ | ------------------------ | ------------ | ------------ | ----------- | ----------- |
|                          | Francis Gibert           | DVD                      | DVG                      | 1 005        | 51,09        | 1 177       | 50,19       |
|                          | Valérie Vignal-Chemin    | DVD                      | DVG                      | 1 005        | 51,09        | 1 177       | 50,19       |
|                          | Christiane André         | DVG                      | DVG                      | 962          | 48,91        | 1 168       | 49,81       |
|                          | Christophe Ranc          | DVG                      | DVG                      | 962          | 48,91        | 1 168       | 49,81       |
|                          |                          |                          |                          |              |              |             |             |
| Suffrages exprimés       | Suffrages exprimés       | Suffrages exprimés       | Suffrages exprimés       | 1 967        | 90,69        | 2 345       | 94,82       |
| Votes blancs             | Votes blancs             | Votes blancs             | Votes blancs             | 95           | 4,38         | 65          | 2,63        |
| Votes nuls               | Votes nuls               | Votes nuls               | Votes nuls               | 107          | 4,93         | 63          | 2,55        |
| Total                    | Total                    | Total                    | Total                    | 2 169        | 100          | 2 473       | 100         |
| Abstention               | Abstention               | Abstention               | Abstention               | 1 854        | 46,09        | 1 549       | 38,51       |
| Inscrits / participation | Inscrits / participation | Inscrits / participation | Inscrits / participation | 4 023        | 53,91        | 4 022       | 61,49       |

### Canton de Langogne
| Candidats                | Candidats                | Partis                   | Nuance                   | Premier tour | Premier tour |
| Candidats                | Candidats                | Partis                   | Nuance                   | Voix         | %            |
| ------------------------ | ------------------------ | ------------------------ | ------------------------ | ------------ | ------------ |
|                          | Jean-Louis Brun          | PS                       | DVG                      | 1 011        | 59,68        |
|                          | Johanne Triouler         | DVG                      | DVG                      | 1 011        | 59,68        |
|                          | Isabelle Chalier         | DVD                      | DVC                      | 683          | 40,32        |
|                          | Patrick Renouard         | LREM                     | DVC                      | 683          | 40,32        |
|                          |                          |                          |                          |              |              |
| Suffrages exprimés       | Suffrages exprimés       | Suffrages exprimés       | Suffrages exprimés       | 1 694        | 92,02        |
| Votes blancs             | Votes blancs             | Votes blancs             | Votes blancs             | 89           | 4,83         |
| Votes nuls               | Votes nuls               | Votes nuls               | Votes nuls               | 58           | 3,15         |
| Total                    | Total                    | Total                    | Total                    | 1 841        | 100          |
| Abstention               | Abstention               | Abstention               | Abstention               | 1 841        | 50,00        |
| Inscrits / participation | Inscrits / participation | Inscrits / participation | Inscrits / participation | 3 682        | 50,00        |

### Canton de Marvejols
| Candidats                | Candidats                | Partis                   | Nuance                   | Premier tour | Premier tour | Second tour | Second tour |
| Candidats                | Candidats                | Partis                   | Nuance                   | Voix         | %            | Voix        | %           |
| ------------------------ | ------------------------ | ------------------------ | ------------------------ | ------------ | ------------ | ----------- | ----------- |
|                          | Patricia Brémond         | DVG                      | DVG                      | 979          | 56,30        | 1 007       | 53,11       |
|                          | Gilbert Fontugné         | DVG                      | DVG                      | 979          | 56,30        | 1 007       | 53,11       |
|                          | Corinne Castarède        | DVD                      | DVD                      | 760          | 43,70        | 889         | 46,89       |
|                          | Paul de Las Cases        | LR                       | DVD                      | 760          | 43,70        | 889         | 46,89       |
|                          |                          |                          |                          |              |              |             |             |
| Suffrages exprimés       | Suffrages exprimés       | Suffrages exprimés       | Suffrages exprimés       | 1 739        | 92,55        | 1 896       | 95,04       |
| Votes blancs             | Votes blancs             | Votes blancs             | Votes blancs             | 65           | 3,46         | 51          | 2,56        |
| Votes nuls               | Votes nuls               | Votes nuls               | Votes nuls               | 75           | 3,99         | 48          | 2,41        |
| Total                    | Total                    | Total                    | Total                    | 1 879        | 100          | 1 995       | 100         |
| Abstention               | Abstention               | Abstention               | Abstention               | 2 172        | 53,62        | 2 054       | 50,73       |
| Inscrits / participation | Inscrits / participation | Inscrits / participation | Inscrits / participation | 4 051        | 46,38        | 4 049       | 49,27       |

### Canton de Mende-1
| Candidats                | Candidats                | Partis                   | Nuance                   | Premier tour | Premier tour |
| Candidats                | Candidats                | Partis                   | Nuance                   | Voix         | %            |
| ------------------------ | ------------------------ | ------------------------ | ------------------------ | ------------ | ------------ |
|                          | Régine Bourgade          | MoDem                    | DVG                      | 1 092        | 54,14        |
|                          | Laurent Suau             | PS                       | DVG                      | 1 092        | 54,14        |
|                          | Ginette Brunel           | DVD                      | DIV                      | 710          | 35,20        |
|                          | Philippe Pouget          | DVD                      | DIV                      | 710          | 35,20        |
|                          | Patrick Alloux           | PCF                      | EXG                      | 215          | 10,66        |
|                          | Christelle Fillaudeau    | PCF                      | EXG                      | 215          | 10,66        |
|                          |                          |                          |                          |              |              |
| Suffrages exprimés       | Suffrages exprimés       | Suffrages exprimés       | Suffrages exprimés       | 2 017        | 94,16        |
| Votes blancs             | Votes blancs             | Votes blancs             | Votes blancs             | 62           | 2,89         |
| Votes nuls               | Votes nuls               | Votes nuls               | Votes nuls               | 63           | 2,94         |
| Total                    | Total                    | Total                    | Total                    | 2 142        | 100          |
| Abstention               | Abstention               | Abstention               | Abstention               | 2 222        | 50,92        |
| Inscrits / participation | Inscrits / participation | Inscrits / participation | Inscrits / participation | 4 364        | 49,08        |

### Canton de Mende-2
| Candidats                | Candidats                | Partis                   | Nuance                   | Premier tour | Premier tour | Second tour | Second tour |
| Candidats                | Candidats                | Partis                   | Nuance                   | Voix         | %            | Voix        | %           |
| ------------------------ | ------------------------ | ------------------------ | ------------------------ | ------------ | ------------ | ----------- | ----------- |
|                          | Françoise Amarger-Brajon | PS                       | SOC                      | 602          | 50,72        | 821         | 69,22       |
|                          | François Robin           | PS                       | SOC                      | 602          | 50,72        | 821         | 69,22       |
|                          | Karim Abed               | DVD                      | DVG                      | 255          | 21,48        | 365         | 30,78       |
|                          | Michelle Jacques         | DVD                      | DVG                      | 255          | 21,48        | 365         | 30,78       |
|                          | Christine Chapelle       | DVG                      | DVG                      | 237          | 19,97        |             |             |
|                          | Ahmed Remali             | DVG                      | DVG                      | 237          | 19,97        |             |             |
|                          | Philippe Gibelin         | PCF                      | EXG                      | 93           | 7,83         |             |             |
|                          | Catherine Pic            | LFI                      | EXG                      | 93           | 7,83         |             |             |
|                          |                          |                          |                          |              |              |             |             |
| Suffrages exprimés       | Suffrages exprimés       | Suffrages exprimés       | Suffrages exprimés       | 1 187        | 92,45        | 1 186       | 91,80       |
| Votes blancs             | Votes blancs             | Votes blancs             | Votes blancs             | 50           | 3,89         | 58          | 4,49        |
| Votes nuls               | Votes nuls               | Votes nuls               | Votes nuls               | 47           | 3,66         | 48          | 3,72        |
| Total                    | Total                    | Total                    | Total                    | 1 284        | 100          | 1 292       | 100         |
| Abstention               | Abstention               | Abstention               | Abstention               | 2 052        | 61,51        | 2 046       | 61,29       |
| Inscrits / participation | Inscrits / participation | Inscrits / participation | Inscrits / participation | 3 336        | 38,49        | 3 338       | 38,71       |

### Canton de Peyre en Aubrac
| Candidats                | Candidats                | Partis                   | Nuance                   | Premier tour | Premier tour |
| Candidats                | Candidats                | Partis                   | Nuance                   | Voix         | %            |
| ------------------------ | ------------------------ | ------------------------ | ------------------------ | ------------ | ------------ |
|                          | Alain Astruc             | DVD                      | DVD                      | 2 197        | 81,58        |
|                          | Ève Brézet               | DVD                      | DVD                      | 2 197        | 81,58        |
|                          | Michèle Alloux           | PCF                      | COM                      | 496          | 18,42        |
|                          | Serge Gayssot            | PCF                      | COM                      | 496          | 18,42        |
|                          |                          |                          |                          |              |              |
| Suffrages exprimés       | Suffrages exprimés       | Suffrages exprimés       | Suffrages exprimés       | 2 693        | 92,04        |
| Votes blancs             | Votes blancs             | Votes blancs             | Votes blancs             | 122          | 4,17         |
| Votes nuls               | Votes nuls               | Votes nuls               | Votes nuls               | 111          | 3,79         |
| Total                    | Total                    | Total                    | Total                    | 2 926        | 100          |
| Abstention               | Abstention               | Abstention               | Abstention               | 2 958        | 50,27        |
| Inscrits / participation | Inscrits / participation | Inscrits / participation | Inscrits / participation | 5 884        | 49,73        |

### Canton de Saint-Alban-sur-Limagnole
| Candidats                | Candidats                | Partis                   | Nuance                   | Premier tour | Premier tour |
| Candidats                | Candidats                | Partis                   | Nuance                   | Voix         | %            |
| ------------------------ | ------------------------ | ------------------------ | ------------------------ | ------------ | ------------ |
|                          | Séverine Cornut          | DVD                      | DVG                      | 1 845        | 68,56        |
|                          | Patrice Saint-Léger      | DVD                      | DVG                      | 1 845        | 68,56        |
|                          | Hélène Chany             | DVG                      | DIV                      | 846          | 31,44        |
|                          | Serge Souton             | PS                       | DIV                      | 846          | 31,44        |
|                          |                          |                          |                          |              |              |
| Suffrages exprimés       | Suffrages exprimés       | Suffrages exprimés       | Suffrages exprimés       | 2 691        | 92,99        |
| Votes blancs             | Votes blancs             | Votes blancs             | Votes blancs             | 96           | 3,32         |
| Votes nuls               | Votes nuls               | Votes nuls               | Votes nuls               | 107          | 3,70         |
| Total                    | Total                    | Total                    | Total                    | 2 894        | 100          |
| Abstention               | Abstention               | Abstention               | Abstention               | 2 533        | 46,67        |
| Inscrits / participation | Inscrits / participation | Inscrits / participation | Inscrits / participation | 5 427        | 53,33        |

### Canton de Saint-Chély-d'Apcher
| Candidats                | Candidats                | Partis                   | Nuance                   | Premier tour | Premier tour |
| Candidats                | Candidats                | Partis                   | Nuance                   | Voix         | %            |
| ------------------------ | ------------------------ | ------------------------ | ------------------------ | ------------ | ------------ |
|                          | Christine Hugon          | LR                       | DVD                      | 1 263        | 65,37        |
|                          | Michel Thérond           | UDI                      | DVD                      | 1 263        | 65,37        |
|                          | Adalet Célik             | DVG                      | DVD                      | 669          | 34,63        |
|                          | Christian Paran          | DVG                      | DVD                      | 669          | 34,63        |
|                          |                          |                          |                          |              |              |
| Suffrages exprimés       | Suffrages exprimés       | Suffrages exprimés       | Suffrages exprimés       | 1 932        | 91,35        |
| Votes blancs             | Votes blancs             | Votes blancs             | Votes blancs             | 80           | 3,78         |
| Votes nuls               | Votes nuls               | Votes nuls               | Votes nuls               | 103          | 4,87         |
| Total                    | Total                    | Total                    | Total                    | 2 115        | 100          |
| Abstention               | Abstention               | Abstention               | Abstention               | 2 335        | 52,47        |
| Inscrits / participation | Inscrits / participation | Inscrits / participation | Inscrits / participation | 4 450        | 47,53        |

### Canton de Saint-Étienne-du-Valdonnez
| Candidats                | Candidats                 | Partis                   | Nuance                   | Premier tour | Premier tour |
| Candidats                | Candidats                 | Partis                   | Nuance                   | Voix         | %            |
| ------------------------ | ------------------------- | ------------------------ | ------------------------ | ------------ | ------------ |
|                          | Alain Lafont              | DVG                      | DVG                      | 2 276        | 83,07        |
|                          | Sophie Pantel             | PS                       | DVG                      | 2 276        | 83,07        |
|                          | Danièle Michallet-Favreau | RN                       | RN                       | 464          | 16,93        |
|                          | Jean François Pardigon    | RN                       | RN                       | 464          | 16,93        |
|                          |                           |                          |                          |              |              |
| Suffrages exprimés       | Suffrages exprimés        | Suffrages exprimés       | Suffrages exprimés       | 2 740        | 91,39        |
| Votes blancs             | Votes blancs              | Votes blancs             | Votes blancs             | 151          | 5,04         |
| Votes nuls               | Votes nuls                | Votes nuls               | Votes nuls               | 107          | 3,57         |
| Total                    | Total                     | Total                    | Total                    | 2 998        | 100          |
| Abstention               | Abstention                | Abstention               | Abstention               | 2 808        | 48,36        |
| Inscrits / participation | Inscrits / participation  | Inscrits / participation | Inscrits / participation | 5 806        | 51,64        |